# Hewitt, Minnesota
Hewitt är en ort i Todd County i Minnesota. Orten har fått sitt namn efter bosättaren Henry Hewitt. Vid 2020 års folkräkning hade Hewitt 251 invånare.